# 강한 중력렌즈 효과
강한 중력렌즈 효과(Strong gravitational lensing)는 아인슈타인 고리처럼 여러 상을 만들 수 있을 정도로 충분히 강한 중력렌즈 효과이다. 강한 중력렌즈 효과가 일어나려면 렌즈 역할을 하는 천체의 질량 밀도가 임계밀도 {\displaystyle \Sigma _{cr}}보다 커야 한다. 이 효과로 나타나는 상은 뒤의 천체가 점 모양이면 여러 개로, 면적을 가졌으면 호나 고리 모양으로 보인다. 상의 형성은 홀수 정리를 따른다.
강한 중력렌즈 효과는 알베르트 아인슈타인의 일반 상대성이론에서 예측하였으며, 1979년 데니스 왈시, 밥 칼스웰, 레이 웨이먼이 이중준성이라고 불리는 천체가 사실은 같은 천체가 상 2개로 나타나는 것임을 밝혀내며 참으로 밝혀졌다.

## 관측
강한 중력렌즈 효과 대부분은 은하단 규모의 광범위 관측에서 나타난다.

### 은하 중력렌즈

광원이 중력렌즈(가운데의 점)를 통과하는 모습. 옅은 원은 중력렌즈 효과가 없었을 경우 관측 예상도, 하얀색 모양은 중력렌즈 효과로 인해 나타나는 상의 모습이다.

렌즈 역할을 하는 앞쪽 천체가 은하인 경우이다. 뒤 배경 천체가 퀘이사나 제트가 크지 않은 천체인 경우 상은 점 모양으로, 뒤 배경 천체가 은하이거나 제트가 발달한 천체인 경우 호나 고리 모양이 된다. 2017년 기준, 은하와 은하 사이의 중력렌즈 효과가 나타나는 사례는 수백 건 이상이 관측되었으며, LSST와 유클리드 망원경을 통해서는 10만 개 이상을 새로 발견하리라고 기대되고 있다.

### 은하단 중력렌즈
앞쪽 천체가 은하단인 경우로, 보통 강한 중력렌즈 효과(상의 분산)와 약한 중력렌즈 효과(상의 교란)가 같이 나타난다. 대표적인 예시는 흔히 '녹은 고리'라고 불리는 은하단 GAL-CLUS-022058s이 있다.

## 천체물리학적 이용

### 질량 측정
중력렌즈 효과는 중력 퍼텐셜의 영향만 받기 때문에, 이를 이용해 렌즈 역할을 하는 천체의 질량을 결정할 수 있다. 구체적으로는, 컴퓨터 시뮬레이션을 통해 실제로 나타나는 상의 모습을 제일 잘 재현하는 경우를 질량으로 간주한다. 현재 학계에서는 이를 이용해 은하 중심의 질량 분포와 암흑물질 헤일로 연구를 진행하고 있다.

### 시간 지연
빛이 여러 상을 만들 때 지나는 경로도 여럿이 되므로, 각 경로에 따라 중력 퍼텐셜이 달라 시간이 지연되는 정도가 다르다. 여기서 천체의 질량과 물리 우주론에 따라 시간 지연의 정도가 달라지기 때문에, 허블 상수 등 우주론에서 등장하는 수치를 측정할 수 있다.

## 사진

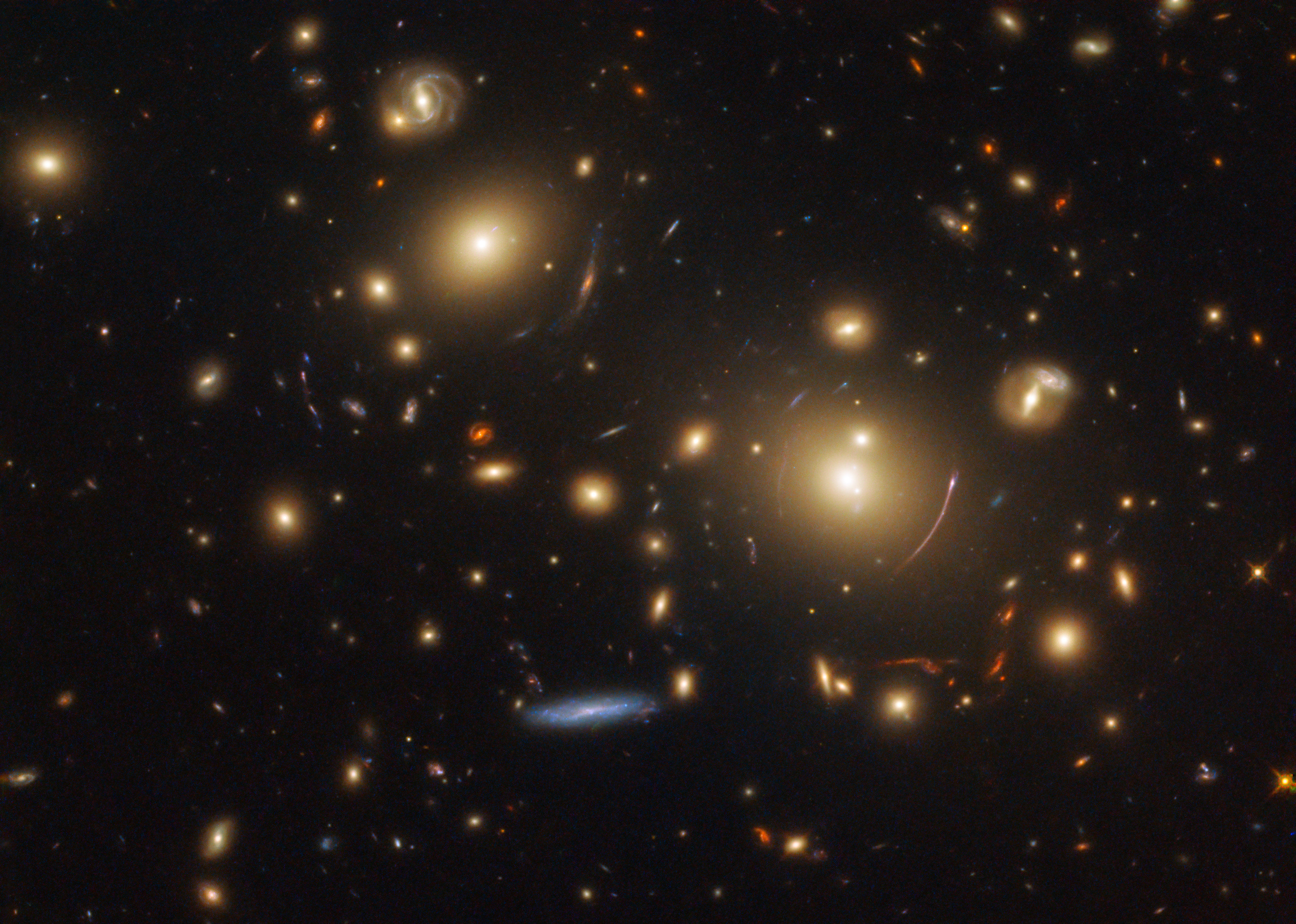
중력렌즈 효과가 나타나는 은하단 SDSS J0928+2031.
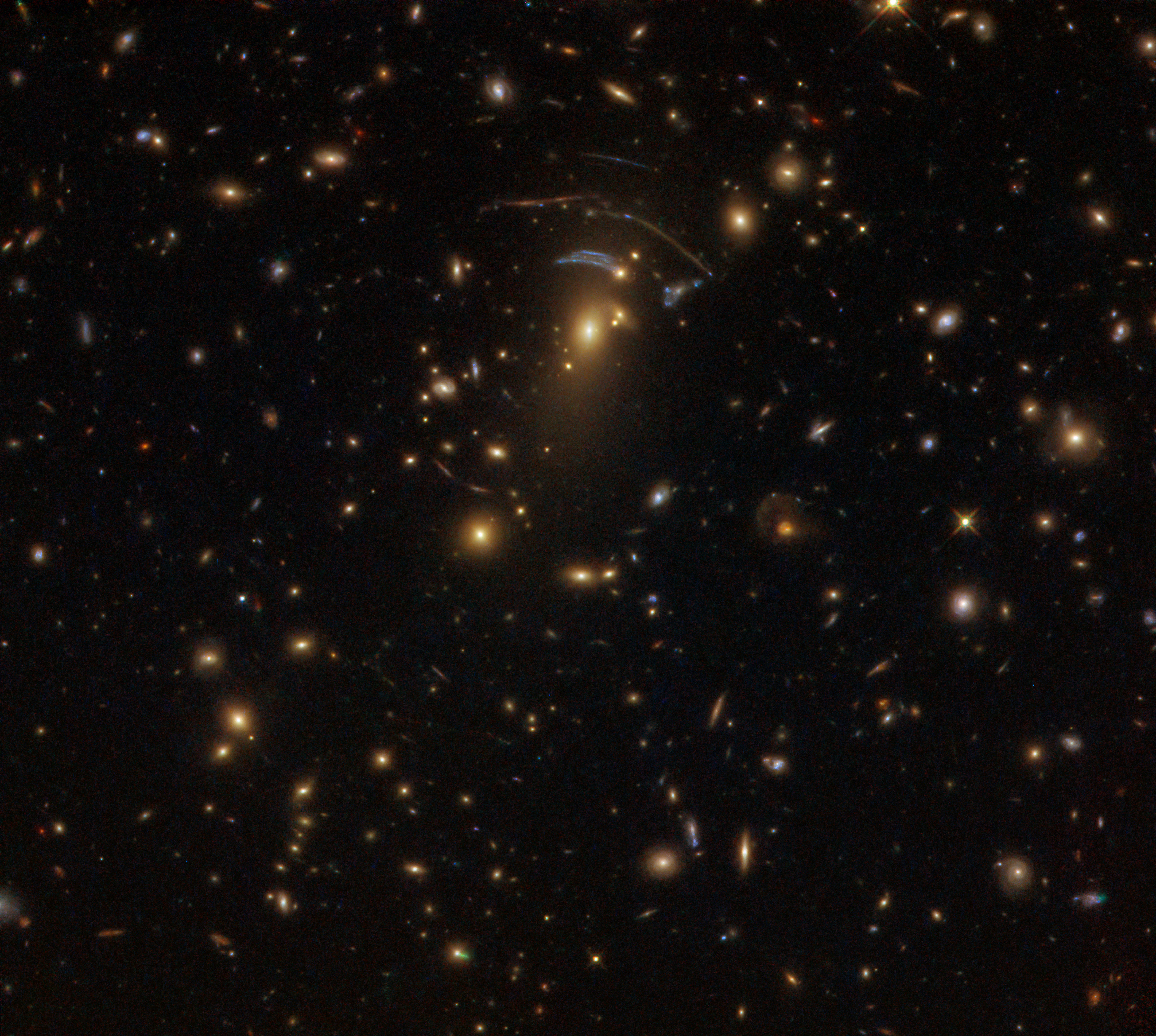
허블 우주망원경이 촬영한 은하단 SDSS J1138+2754.
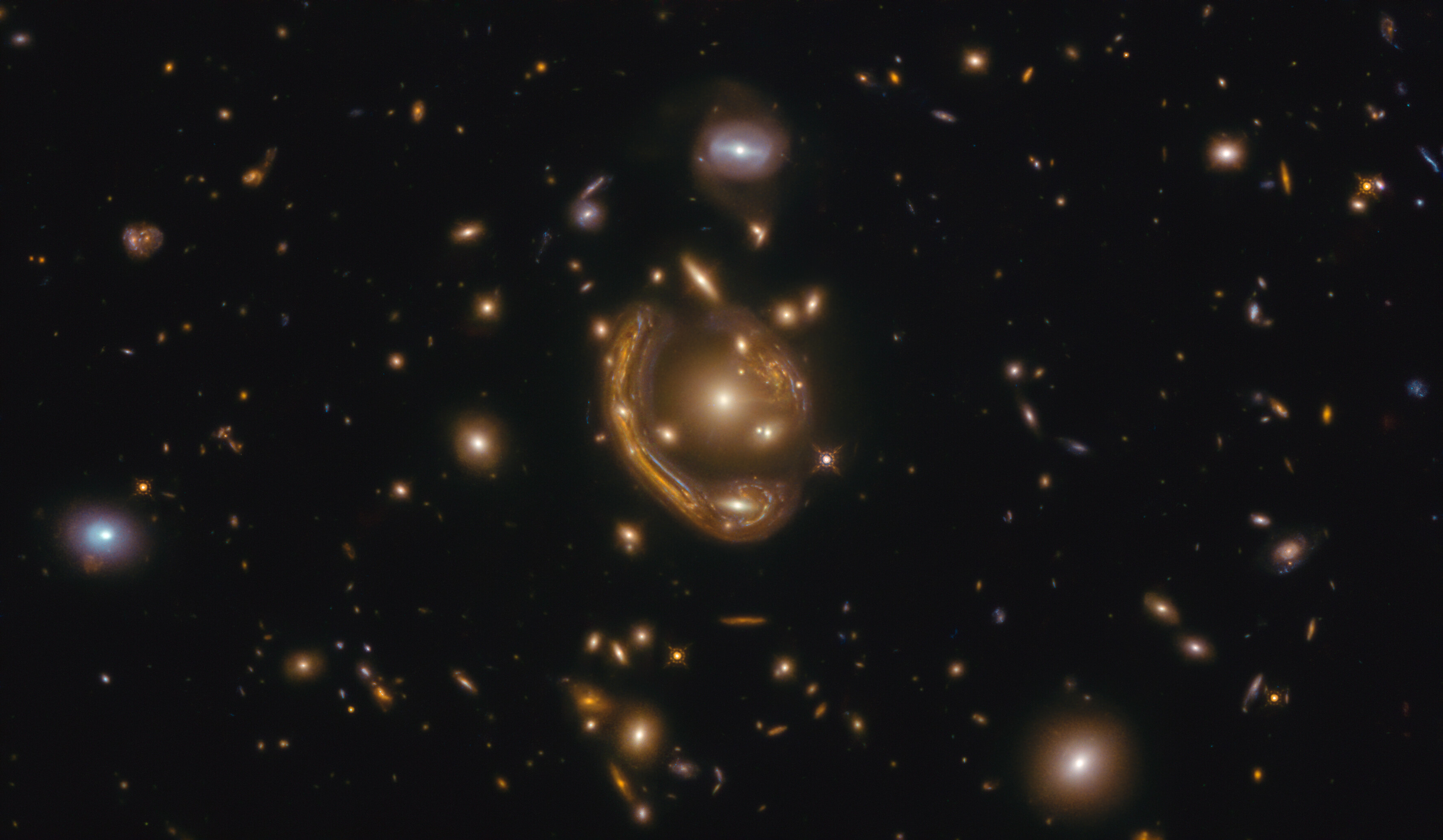
허블 우주망원경이 촬영한 은하단 GAL-CLUS-022058s으로, 흔히 '녹은 고리'라고 부른다.